# Бектон, Фрэнк
Фрэ́нсис (Фрэнк) Бе́ктон (англ. Francis Becton; 28 октября 1873 — 6 ноября 1909) — английский футболист, нападающий. Выступал за клубы «Престон Норт Энд», «Ливерпуль», «Шеффилд Юнайтед», "Бедминстер, «Суиндон Таун», «Нельсон», «Аштон Таун», «Нью-Брайтон Тауэр» и «Олдем Атлетик», также провёл 2 матча за национальную сборную Англии.

## Биография
Уроженец Престона, Бектон начал играть в футбол за местные юношеские команды. С 1889 по 1891 год выступал за «Фишуик Рамблз». В 1891 году присоединился к клубу «Престон Норт Энд». Его дебют за клуб состоялся 21 ноября 1891 года в матче против «Вест Бромвич Альбион». В сезоне 1892/93 был лучшим бомбардиром команды, забив 23 гола во всех турнирах.
9 марта 1895 года дебютировал за национальную сборную Англии в матче Домашнего чемпионата против сборной Ирландии, в котором англичане разгромили соперника со счётом 9:0. Бектон стал автором двух голов.
После дебюта за национальную сборную Бектон потребовал у руководства «Престон Норт Энд» повышения зарплаты, заявив, что в его услугах заинтересованы «Астон Вилла», «Манчестер Сити» и «Болтон Уондерерс». Уже 18 марта 1895 года он был продан в «Ливерпуль» за 100 фунтов. 25 марта дебютировал за «Ливерпуль» в матче против «Сандерленда».
29 марта 1897 года провёл свой второй (и последний) матч за сборную Англии: это была игра Домашнего чемпионата против сборной Уэльса, в которой англичане победили со счётом 4:0.
В октябре 1898 года Бектон перешёл в «Шеффилд Юнайтед» за 200 фунтов. В следующем году вернулся в «Престон Норт Энд», где провёл ещё один сезон. С 1901 по 1903 год выступал за «Суиндон Таун» в Южной лиге. В дальнейшем играл за клубы «Нельсон», «Аштон Таун», «Нью-Брайтон Тауэр» и «Олдем Атлетик».
Его братья также были футболистами: Джон («Мидлсбро Айронополис»), Мартин («Престон Норт Энд») и Томми («Престон Норт Энд», «Нью-Брайтон Тауэр» и «Сандерденд»).
Умер от туберкулёза в ноябре 1909 года в возрасте 36 лет.

## Достижения
«Ливерпуль»
- Победитель Второго дивизиона: 1895/96

«Шеффилд Юнайтед»
- Победитель Кубка Англии: 1898/99

Сборная Англии
- Победитель Домашнего чемпионата Великобритании: 1895